# Моллагасеми, Махмуд
Махмуд Моллагасеми Табризи (перс. محمود ملاقاسمی تبریزی‎, 5 апреля 1929) — иранский борец вольного стиля, призёр Олимпийских игр и чемпионатов мира.

## Биография
Родился в 1929 году. В 1951 году стал серебряным призёром чемпионата мира. В 1952 году завоевал бронзовую медаль на Олимпийских играх в Хельсинки. В 1954 году занял 5-е место на чемпионате мира.